# نيك هيغ
نيك هيغ (بالإنجليزية: Nick Hague) (و. 1975  م) هو ضابط، ورائد فضاء أمريكي، ولد في هوكسي، ويحمل رتبة عسكرية مقدم.

## التعليم
تعلم في معهد ماساتشوستس للتكنولوجيا، وكلية تدريب الطيارين الاختباريين الأمريكية ‏، وأكاديمية سلاح الجو الأمريكي.

## ريادة الفضاء
شارك في المهمات الفضائية:
- سايوز إم إس-10.

## الخدمة العسكرية
خدم في القوات الجوية الأمريكية.